# Matilda de Franța
Matilda de Franța (n. 943 d.Hr., Dessau, Anhalt-Dessau⁠(d), Sfântul Imperiu Roman – d. 27 ianuarie 992 d.Hr.) a fost regină a Burgundiei.

## Familia
Matilda a fost membră a dinastiei Carolingiene, fiind fiica regelui Ludovic al IV-lea al Franței cu soția sa, Gerberga de Saxonia.
Matilda a fost căsătorită cu regele Conrad al Burgundiei în 964. Ca zestre, tânăra regină i-a adus soțului ei orașul Vienne, pe care fratele ei, Lothar, i-l cedase anterior.
Copiii avuți cu Conrad au fost: 
- Bertha (n. 967 – d. 16 ianuarie 1016), căsătorită cu vărul său, regele Robert al II-lea al Franței
- Matilda de Burgundia (n. 969), posibil căsătorită cu contele Robert de Geneva
- Rudolf (971 – 6 septembrie 1032), devenit rege al Burgundiei
- Gerberga (n. 965 - d. 1016)